# Pozuelo del Rey
Pozuelo del Rey là một đô thị trong Cộng đồng Madrid, Tây Ban Nha. Đô thị Pozuelo del Rey có diện tích 30,93 km², dân số theo điều tra năm 2010 của Viện thống kê quốc gia Tây Ban Nha là 895 người. Đô thị Pozuelo del Rey nằm ở khu vực có độ cao 809 mét trên mực nước biển. Cự ly so với Madrid là 40 km.